# Бондаренко, Дмитрий Иванович
Дми́трий Иванович Бондаре́нко (9 августа 1936, Сумская область, Украинская ССР — 11 сентября 1986) — советский легкоатлет, специалист по прыжкам в длину. Выступал за сборную СССР по лёгкой атлетике в середине 1950-х — начале 1960-х годов, победитель и призёр первенств всесоюзного значения, участник двух летних Олимпийских игр. Мастер спорта СССР (1957).

## Биография
Родился 9 августа 1936 года в Сумской области Украинской ССР.
Занимался лёгкой атлетикой в Ленинграде, представлял добровольное спортивное общество «Трудовые резервы» и Вооружённые Силы.
Впервые заявил о себе в прыжках в длину на международном уровне в сезоне 1956 года, когда вошёл в состав советской сборной и удостоился права защищать честь страны на летних Олимпийских играх в Мельбурне — в финале прыгнул на 7,44 метра, став четвёртым.
В 1959 году с результатом 7,82 выиграл серебряную медаль на чемпионате страны в рамках II летней Спартакиады народов СССР в Москве, уступив только титулованному Игорю Тер-Ованесяну.
На чемпионате СССР 1960 года в Москве вновь был вторым позади Тер-Ованесяна. Принимал участие в Олимпийских играх в Риме — в программе прыжков в длину показал результат 7,58 метра, расположившись в итоговом протоколе соревнований на восьмой строке.
В 1961 году одержал победу на чемпионате СССР в Тбилиси (7,69).
В 1962 году стал серебряным призёром на чемпионате СССР в Москве (7,70), занял четвёртое место на чемпионате Европы в Белграде (7,83).
Окончил ГДОИФК имени Лесгафта и военно-медицинскую академию им. Кирова.
11 лет прослужил на атомной подводной лодке на Северном флоте, подполковник.
Умер 11 сентября 1986 года.